# Josep Maria Tarrats Homdedeu
Josep Maria Tarrats Homdedeu (Reus, 9 de febrer de 1847 - 23 d'octubre de 1918) va ser un empresari català, fill del també empresari Joan Tarrats Aleu.
D'ideologia catòlica conservadora, va ser un dels promotors del Pantà de Riudecanyes, i va ser president del seu consell d'administració. Tot i això, el 1884 era un dels 124 firmants del manifest fundacional de l'Associació Catalanista de Reus. Era conseller del Banc de Reus, fundador de l'Asil del Sagrat Cor, una entitat benèfica religiosa, del Patronat Obrer de sant Josep, una mútua obrera d'ideologia carlina i de caràcter catòlic, i fundador també, amb Josep Canals, del Semanario Católico de Reus, un periòdic d'ideologia més aviat integrista. Juntament amb el seu germà Joan, el 1903 era propietari i va dirigir "La Fabril Algodonera" coneguda com a "Vapor Nou", una fàbrica de teixits fundada el 1852 per Macià Vila. Al conflicte social de Reus del 1915 va tenir un paper protagonista despatxant 300 treballadors de la seva empresa "Vapor Nou", quan portaven vuit mesos de vaga demanant millores de condicions de treball. El tancament patronal de les empreses tèxtils va desmoralitzar la classe treballadora i va afeblir el moviment sindical a Reus. Va ser promotor i un dels principals mecenes de la nova església de sant Joan que es construí a Reus a partir de 1912. El seu germà, propietari de la Casa Tarrats, va ser membre de diverses entitats comercials i econòmiques de la ciutat i soci de quasi totes les entitats benèfiques.